# Wasserturm Geesthacht-Krümmel
Der Wasserturm in Krümmel ist eines der letzten erhaltenen Gebäude der ehemaligen Dynamitfabrik Krümmel von Alfred Nobel. Er steht auf dem Geesthang oberhalb der Elbe. Der von Bäumen halb verdeckte Turm ist in einem schlechten Erhaltungszustand und seit einiger Zeit wegen Einsturzgefahr gesperrt und eingezäunt. Eigentümer ist der schwedische Energiekonzern Vattenfall, der auch das benachbarte Kernkraftwerk Krümmel betreibt (Stand 2009).

## Das Bauwerk
Bei dem 30 m hohen, zylindrischen Wasserturm handelt es sich um einen mit Backsteinen verblendeten Stahlbetonbau. Das Mauerwerk über dem Sockelgeschoss ist durch Lisenen gegliedert. In jedem der durch die Lisenen eingeschlossenen Felder befinden sich drei Fenster, eines für jedes Stockwerk. Das Mauerwerk im oberen Bereich kragt nur wenig vor. Es schließt mit einem Kranz kleiner Fenster ab. Der Turm ist durch ein Kuppeldach mit Laterne abdeckt.

## Geschichte
Der Erste Weltkrieg führte zu einem schnellen Ausbau der Produktionsanlagen der 1865 errichteten Dynamitfabrik Krümmel von Alfred Nobel. Infolge des Hindenburg-Programms, des Rüstungsprogramms der Obersten Heeresleitung, entstand eine neue Nitrozellulose-Fabrik. Für diese Fabrik wurde 1916/1917 auch der Wasserturm errichtet, der als Wasserreservoir für die Nitrozelluloseproduktion diente.

## Bemühungen um den Erhalt des Turms
Nach Ende des Zweiten Weltkriegs wurden die Werksanlagen demontiert oder gesprengt. Der Wasserturm gehörte mit dem Verwaltungsgebäude und einem Feuerwehrhaus zu den wenigen Gebäuden, die erhalten blieben. Der Förderkreis Industriemuseum Geesthacht e.V. führt historische Spaziergänge auf dem ehemaligen Werksgelände durch. Er setzt sich seit Jahren für den Erhalt des Turms ein.
1997 wurde der Turm unter Denkmalschutz gestellt, im Jahr 2010 wurde eine Ruinensicherung durchgeführt. Die Kosten von ca. 400.000 € teilten sich der Stromversorger Vattenfall und ein Sonderfonds für die Sanierung denkmalgeschützter Gebäude des Staatsministers für Kultur und Medien.